# Darwin Oliva
Darwin Eusebio Oliva García (sinh ngày 21 tháng 3 năm 1989) là một cầu thủ bóng đá người Honduras-Guatemala hiện tại thi đấu cho Municipal.

## Sự nghiệp câu lạc bộ
Là một tiền đạo, anh sinh ra ở Honduras nhưng lại là công dân Guatemala năm 2010. Cùng với Municipal, anh giúp đội bóng giành danh hiệu Clausura 2009–10, khi ghi 1 bàn trong trận chung kết lượt về trước Xelajú MC.
| Đội bóng       | Mùa giải  | Số trận | Start | Sub | Bàn thắng | Thẻ vàng | Thẻ đỏ |
| -------------- | --------- | ------- | ----- | --- | --------- | -------- | ------ |
| Deportes Savio | 2008-09 A | 0       | 0     | 0   | 0         | 0        | 0      |